# Arcens (eau)
 (mai 2025).
Si vous disposez d'ouvrages ou d'articles de référence ou si vous connaissez des sites web de qualité traitant du thème abordé ici, merci de compléter l'article en donnant les références utiles à sa vérifiabilité et en les liant à la section « Notes et références ».
Arcens est une marque française d'eau minérale gazeuse dont la source se trouve à Arcens dans le département de l'Ardèche.

## Source
L'eau minérale gazeuse naturelle d'Arcens est puisée dans les roches volcaniques des montagnes de haute Ardèche (Mont Mezenc et Mont Gerbier-de-Jonc).

## Composition
| Eléments             | Proportion en mg/l |
| -------------------- | ------------------ |
| Calcium (Ca2+)       | 9                  |
| Magnésium (Mg2+)     | 16                 |
| Sodium (Na+)         | 252                |
| Potassium (K+)       | 5.3                |
| Sulfates (SO42-)     | 12                 |
| Bicarbonates (HCO3-) | 723                |
| Chlorures            | 24                 |
| Silice               | 44                 |
| Fluorures            | 1.2                |

## Produits
L'eau d'Arcens est proposée nature ou aromatisée aux fruits et plantes aromatiques.